# L'imboscata (film 1967)
L'imboscata (The Ambushers) è un film del 1967 diretto da Henry Levin.

## Trama
Nuova avventura per Matt Helm. Dopo che un ordigno spaziale è stato dirottato da un raggio laser in mano a un perverso messicano, che ha anche lasciato la pilota stuprata e data per morta, Matt Helm viene incaricato di riprendere il possesso dell'ordigno. Accompagnato dalla pilota si accingerà alla missione, ma incontrerà parecchi dei suoi nemici peggiori.

## Curiosità
- Nel 1978 il film è stato inserito nella lista dei 50 peggiori film di sempre nel libro The Fifty Worst Films of All Time.